# New York Savings Bank
El New York Savings Bank  es un banco histórico ubicado en Nueva York, Nueva York. El New York Savings Bank se encuentra inscrito  en el Registro Nacional de Lugares Históricos desde el 7 de enero de 2000. R. H. Robertson y George H. Provot fueron los arquitectos New York Savings Bank.

## Ubicación
El New York Savings Bank se encuentra dentro del condado de Nueva York en las coordenadas 40°44′24″N 74°00′11″O / 40.74, -74.003056.